# 穴場
穴場（あなば）は、一般にあまり知られていない場所ながらも良い場所のこと。単に「あな」ともいう。そこから派生して、広義では娯楽、観光地や飲食店、釣り場などをいうこともある。公営競技の用語では投票券売り場のことを、演劇の用語では出演者の事故などによって急遽生じた空白の時間を指す。